# 利恩茨
利恩茨（德語：Lienz，德語發音：[ˈliːɛnt͡s] ⓘ）是奥地利蒂罗尔州的市镇，位於該國南部，面積15.94平方公里，海拔高度673米，該地區自青銅時代有人類居住，2012年人口11,816。